# Mistrovství světa v ledním hokeji 2013 (Divize I)
Mistrovství světa v ledním hokeji 2013 (Divize I) se konalo od 14. do 20. dubna 2013 v Budapešti v Maďarsku (skupina A) a v Doněcku na Ukrajině (skupina B). Skupiny A a B nebyly rovnocenné a probíhaly mezi nimi postupy a sestupy.

## Účastníci

### Skupina A
| Tým            | Kvalifikace                                                  |
| -------------- | ------------------------------------------------------------ |
| Itálie         | 15. místo na Mistrovství světa v ledním hokeji 2012 a sestup |
| Kazachstán     | 16. místo na Mistrovství světa v ledním hokeji 2012 a sestup |
| Maďarsko       | Pořadatel, 3. místo v Divizi I - Skupina A                   |
| Japonsko       | 4. místo v Divizi I - Skupina A                              |
| Velká Británie | 5. místo v Divizi I - Skupina A                              |
| Jižní Korea    | 1. místo v Divizi I - Skupina B a postup                     |

### Skupina B
| Tým        | Kvalifikace                                         |
| ---------- | --------------------------------------------------- |
| Ukrajina   | Pořadatel, 6. místo v Divizi I - Skupina A a sestup |
| Polsko     | 2. místo v Divizi I - Skupina B                     |
| Nizozemsko | 3. místo v Divizi I - Skupina B                     |
| Rumunsko   | 4. místo v Divizi I - Skupina B                     |
| Litva      | 5. místo v Divizi I - Skupina B                     |
| Estonsko   | 1. místo v Divizi II - Skupina A a postup           |

## Skupiny

### Skupina A
|  | Dva týmy postupující na Mistrovství světa v ledním hokeji 2014 (do elitní skupiny) |
|  | Jeden tým sestupující do skupiny B                                                 |

| P | Tým            | Z | V | VP | PP | P | GV | GI | +/- | B  |
| - | -------------- | - | - | -- | -- | - | -- | -- | --- | -- |
| 1 | Kazachstán     | 5 | 4 | 0  | 0  | 1 | 18 | 6  | +12 | 12 |
| 2 | Itálie         | 5 | 4 | 0  | 0  | 1 | 15 | 6  | +9  | 12 |
| 3 | Maďarsko       | 5 | 3 | 0  | 1  | 1 | 12 | 10 | +2  | 10 |
| 4 | Japonsko       | 5 | 2 | 0  | 0  | 3 | 13 | 16 | −3  | 6  |
| 5 | Jižní Korea    | 5 | 1 | 1  | 0  | 3 | 16 | 19 | −3  | 5  |
| 6 | Velká Británie | 5 | 0 | 0  | 0  | 5 | 5  | 22 | −17 | 0  |

- Při rovnosti bodů rozhodovaly vzájemné zápasy.

| Datum      | Tým            | Výsledek                                  | Tým            |
| ---------- | -------------- | ----------------------------------------- | -------------- |
| 14.04.2013 | Japonsko       | 2:5 (1:1, 1:2, 0:2) Report                | Kazachstán     |
| 14.04.2013 | Jižní Korea    | 0:4 (0:1, 0:2, 0:1) Report                | Itálie         |
| 14.04.2013 | Velká Británie | 2:4 (1:0, 1:3, 0:1) Report                | Maďarsko       |
| 15.04.2013 | Itálie         | 4:1 (1:0, 2:0, 1:1) Report                | Japonsko       |
| 15.04.2013 | Kazachstán     | 5:0 (2:0, 1:0, 2:0) Report                | Velká Británie |
| 15.04.2013 | Maďarsko       | 4:5 SN (3:0, 1:1, 0:3 – 0:0 – 0:1) Report | Jižní Korea    |
| 17.04.2013 | Jižní Korea    | 5:6 (0:1, 3:3, 2:2) Report                | Japonsko       |
| 17.04.2013 | Itálie         | 5:1 (1:1, 1:0, 3:0) Report                | Velká Británie |
| 17.04.2013 | Kazachstán     | 1:2 (0:0, 1:1, 0:1) Report                | Maďarsko       |
| 19.04.2013 | Kazachstán     | 4:2 (3:0, 1:0, 0:2) Report                | Jižní Korea    |
| 19.04.2013 | Japonsko       | 4:1 (1:0, 1:0, 2:1) Report                | Velká Británie |
| 19.04.2013 | Maďarsko       | 1:2 (1:1, 0:0, 0:1) Report                | Itálie         |
| 20.04.2013 | Velká Británie | 1:4 (1:0, 0:3, 0:1) Report                | Jižní Korea    |
| 20.04.2013 | Itálie         | 0:3 (0:1, 0:1, 0:1) Report                | Kazachstán     |
| 20.04.2013 | Maďarsko       | 1:0 (1:0, 0:0, 0:0) Report                | Japonsko       |

### Skupina B
|  | Jeden tým postupující do skupiny A           |
|  | Jeden tým sestupující do skupiny A divize II |

| P | Tým        | Z | V | VP | PP | P | GV | GI | +/- | B  |
| - | ---------- | - | - | -- | -- | - | -- | -- | --- | -- |
| 1 | Ukrajina   | 5 | 4 | 1  | 0  | 0 | 30 | 7  | +23 | 14 |
| 2 | Polsko     | 5 | 4 | 0  | 0  | 1 | 22 | 9  | +13 | 12 |
| 3 | Nizozemsko | 5 | 3 | 0  | 1  | 1 | 19 | 15 | +4  | 10 |
| 4 | Rumunsko   | 5 | 2 | 0  | 0  | 3 | 12 | 24 | −12 | 6  |
| 5 | Litva      | 5 | 1 | 0  | 0  | 4 | 16 | 22 | −6  | 3  |
| 6 | Estonsko   | 5 | 0 | 0  | 0  | 5 | 14 | 36 | −22 | 0  |

| Datum      | Tým        | Výsledek                            | Tým        |
| ---------- | ---------- | ----------------------------------- | ---------- |
| 14.04.2013 | Nizozemsko | 5:4 (2:0, 2:3, 1:1) Report          | Estonsko   |
| 14.04.2013 | Polsko     | 5:0 (1:0, 2:0, 2:0) Report          | Litva      |
| 14.04.2013 | Ukrajina   | 8:1 (1:0, 5:0, 2:1) Report          | Rumunsko   |
| 15.04.2013 | Litva      | 3:5 (1:2, 1:2, 1:1) Report          | Nizozemsko |
| 15.04.2013 | Rumunsko   | 1:6 (1:0, 0:3, 0:3) Report          | Polsko     |
| 15.04.2013 | Estonsko   | 1:8 (1:2, 0:2, 0:4) Report          | Ukrajina   |
| 17.04.2013 | Estonsko   | 3:6 (1:2, 2:2, 0:2) Report          | Rumunsko   |
| 17.04.2013 | Polsko     | 3:1 (1:1, 1:0, 1:0) Report          | Nizozemsko |
| 17.04.2013 | Ukrajina   | 7:0 (2:0, 2:0, 3:0) Report          | Litva      |
| 18.04.2013 | Polsko     | 5:3 (1:0, 2:2, 2:1) Report          | Estonsko   |
| 18.04.2013 | Rumunsko   | 2:1 (1:0, 0:1, 1:0) Report          | Litva      |
| 18.04.2013 | Nizozemsko | 2:3 PP (2:0, 0:2, 0:0 – 0:1) Report | Ukrajina   |
| 20.04.2013 | Nizozemsko | 6:2 (3:0, 1:1, 2:0) Report          | Rumunsko   |
| 20.04.2013 | Litva      | 12:3 (1:1, 3:2, 8:0) Report         | Estonsko   |
| 20.04.2013 | Ukrajina   | 4:3 (0:2, 3:0, 1:1) Report          | Polsko     |